# Svante Bergh
Svante Bergh (* 17. Januar 1943 in Oscars församling, Stockholm) ist ein ehemaliger schwedischer Offizier, Wirtschaftsmanager und zuletzt Generalmajor des Heeres (Armén).

## Leben
Svante Bergh, Sohn von Oberst Karl Henrik Bergh und Britta Magnusson, absolvierte eine Offiziersausbildung an der Kriegshochschule KHS (Krigshögskolan) in der Garnison Stockholm und wurde nach deren Abschluss 1965 in das Heer übernommen. Im Anschluss war er zwischen 1965 und 1967 sowie erneut 1969 Offizier im Flugabwehrverband Lv 3 (Roslagens luftvärnskår) und besuchte von 1970 bis 1973 den höheren waffentechnischen Lehrgang des Heeres an der Militärhochschule MHS (Militärhögskolan), aus der am 1. Januar 1997 die heutige Verteidigungshochschule FHS (Försvarshögskolan) hervorging. 1974 wurde er Adjutant von König Carl XVI. Gustaf und bekleidete dieses Ehrenamt bis 1986, woraufhin er zwischen 1987 und 1996 Oberadjutant des Königs war. Zugleich wurde er 1974 Lehrer an der Königlichen Kriegsschule (Kungliga Krigsskolan) im Schloss Karlberg sowie 1975 an der MHS, ehe er zwischen 1976 und 1980 Verwendung im Heeresstab (Arméstaben) fand. Nachdem er 1981 abermals Offizier im Flugabwehrverband Lv 3 war, besuchte er von 1981 bis 1982 das Command and General Staff College (CGSC) der US Army in Fort Leavenworth und war nach seiner Rückkehr zwischen 1983 und 1984 abermals zum Heeresstab abgeordnet. Er war 1985 zunächst Offizier im Flugabwehrregiment Lv 6 (Luftvärnsregementet) und fungierte nach dem Besuch der FHS von 1986 bis 1989 als Kommandeur dieses Flugabwehrregiments. Danach war er zwischen 1989 und 1992 des Infanterieregiments I 15 (Älvsborgs regemente) sowie des Verteidigungsbereichs Älvsborg (Älvsborgs försvarsområde).
1992 wurde Bergh zum Generalmajor befördert und löste daraufhin Generalmajor Bengt Anderberg als Chef des Stabes des Mittleren Militärbezirks  (Mellersta militärområdet) ab. Er hatte diese Funktion bis 1993 inne und wurde im Anschluss 1994 von Generalmajor Lennart Rönnberg abgelöst. Er selbst war zwischen 1993 und 1994 Chef der Einsatzgruppe für die Europäische Sicherheitskonferenz und die Konferenz über Sicherheit und Zusammenarbeit in Europa (KSZE) sowie im Anschluss von 1994 bis 1995 als Departementsråd Leiter einer Abteilung im Verteidigungsministerium (Försvarsdepartementet), ehe er zuletzt zwischen 1995 und seinem Ausscheiden aus dem aktiven Militärdienst 1996 Leiter für internationale Operationen im Hauptquartier der Streitkräfte (Försvarsmakten) war. Nach seinem Ausscheiden aus dem Militärdienst war er zwischen 1996 und 2006 Direktor des Verteidigungsunternehmens Ericsson Microwave Systems war.
1968 heiratete Bergh die Krankenpflegelehrerin und Hebamme Elisabeth Hermansson (* 1945), Tochter des Landwirts John Hermansson und der Margit Lagerdahl.